# Harz-Heide-Straße

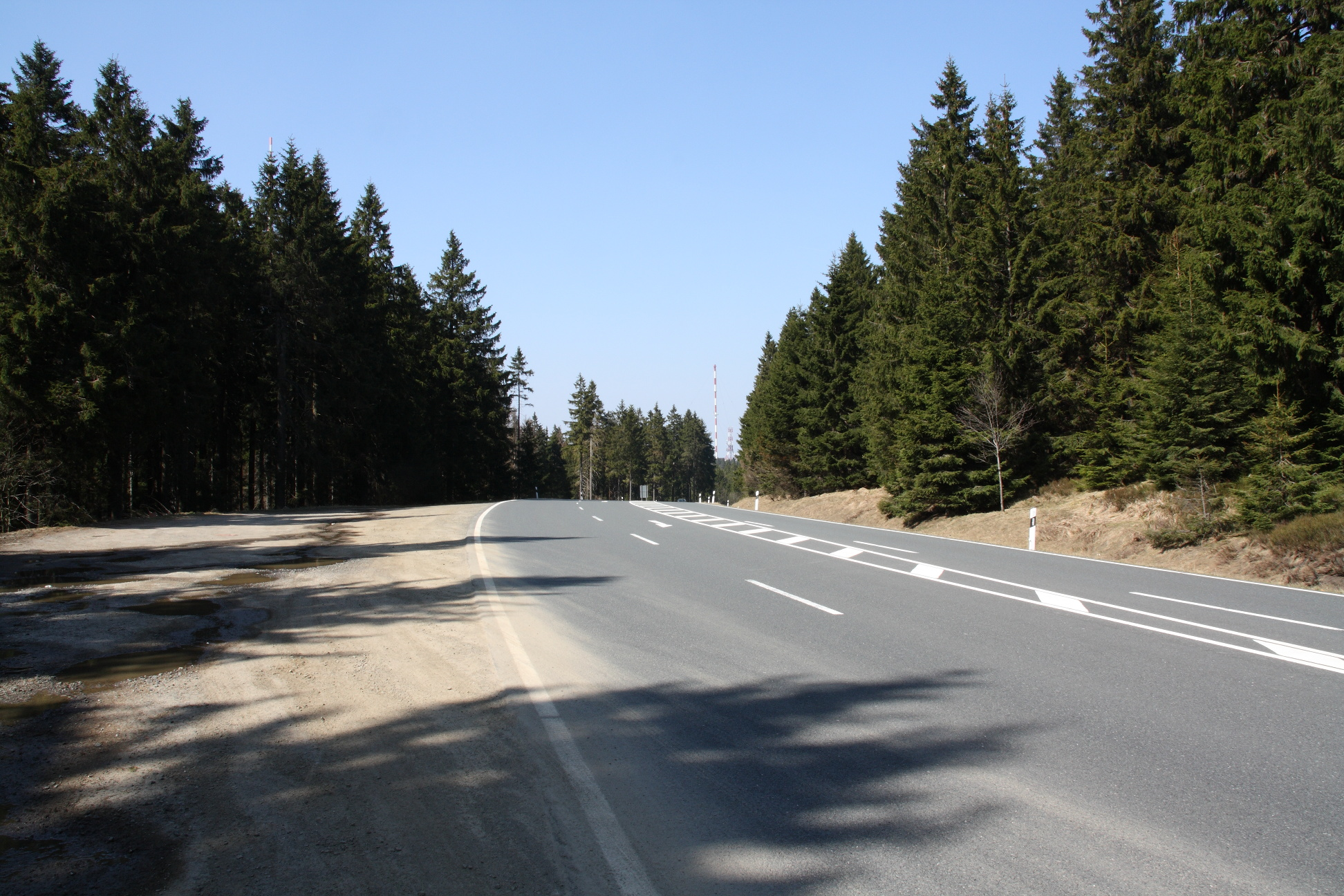
Harz-Heide-Straße bei Torfhaus im Harz

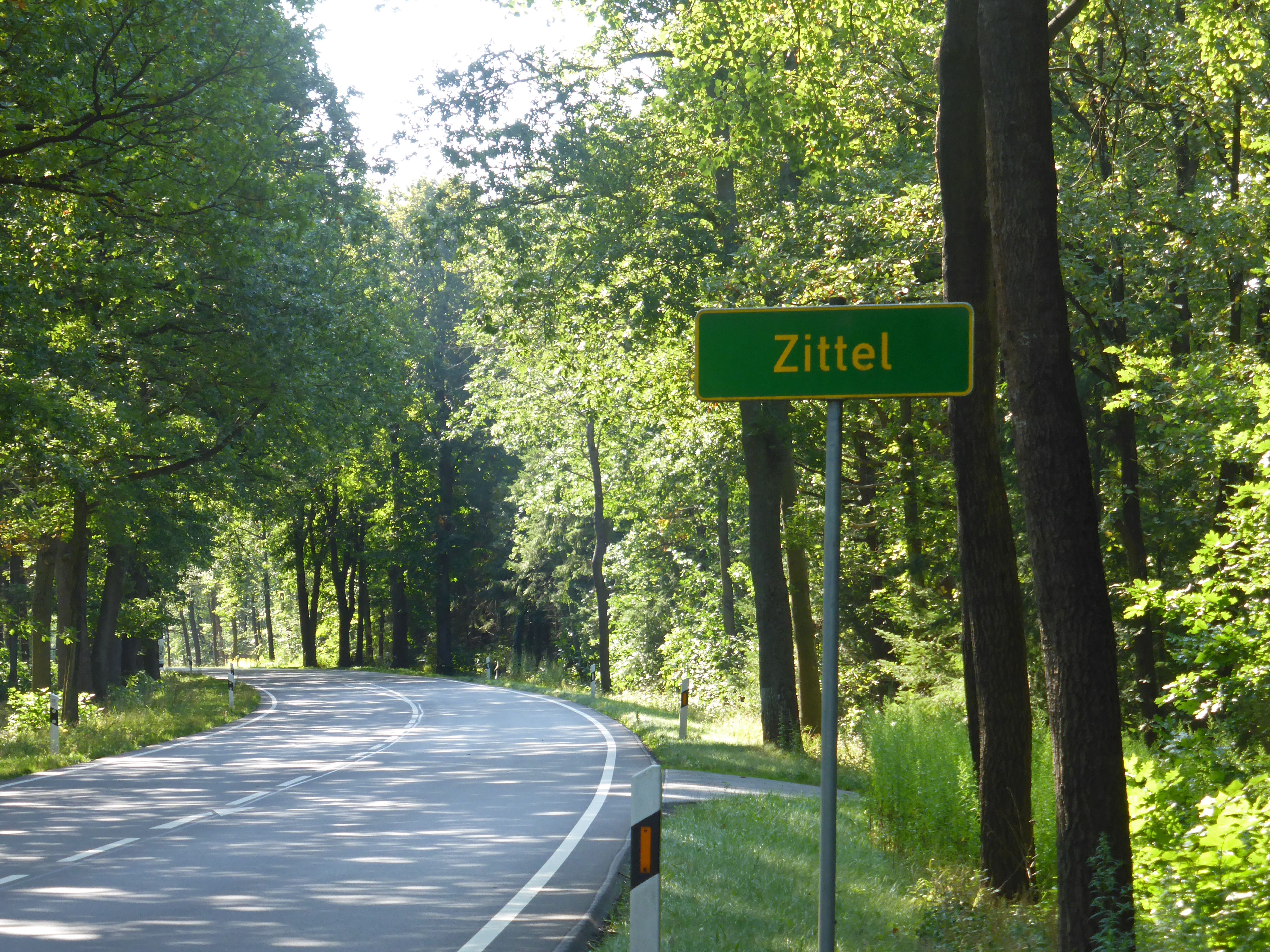
Harz-Heide-Straße im Norden des Landkreises Gifhorn

Die Harz-Heide-Straße ist eine ca. 200 km lange Ferienstraße, die von Göttingen über den Harz bis Lüneburg in die Heide führt.
Sie führt von Göttingen über die B 27 und B 446 nach Duderstadt und über die Landesstraße 530 nach Herzberg, von dort auf der B 27 weiter nach Bad Lauterberg und Braunlage. Der weitere Verlauf folgt der B 4 über Bad Harzburg, Vienenburg, Wolfenbüttel, Braunschweig, Gifhorn und Uelzen bis nach Lüneburg.